# Свети Никола (Любанища)
Вижте пояснителната страница за други значения на Свети Никола.
„Свети Никола“ (на македонска литературна норма: Свети Никола) е скална православна църква край охридското село Любанища, Северна Македония. Днес църквата е част от Дебърско-Кичевската епархия. Църквата е гробищен храм в северната част на селото, в стръмни скали, в пазвите на планината Галичица, в нейната южна падина наречена Осой, между село Любанища и църквата „Света Богородица Заум“.

## Живопис
Освен с изрисувани фрески, църквата е украсена с покривна подова керамика. На сравнително широко пространство са изписани на неравни повърхности композициите „Успение Богородично“, „Разпятие Христово“, „Слизане в ада“, „Мироносици на празния Христов гроб“, „Моление“, както и изображения на Свети Стефан, Свети Васил, Света Петка и Архангел Михаил. Живописта в църквата е от последните десетилетия на XIV век.
За съжаление не е запазен образът на патрона на църквата Свети Никола, но са запазени фрагменти от фреска на светец между Свети Васил и Йоан Кръстител, чието местоположение отговаря на предполагаемото местоположение на образа на Свети Никола. Зографът, който изписва църквата е представител на Охридската художествена школа. Стилът, който най-много се доближава иконографски в смисъл на композиране на сцените е стилът на църквата „Свети Димитър“ в Охрид. Изненадваща е богатата палитра на непознатия зограф на „Свети Никола“ и неговият колорит с ярки червени и сини бои. Фигурите са стройни, с една сдържана елегантност и с пластично моделирани образи. Зографът е бил вещ, рисунъкът му е сигурен, а вниманието му е обърнато към обработката на ликовете и драпериите, които следват движението на тялото. В този смисъл впечатление прави изключително изписаната фигура на Мария Магдалена.